# 延安駅 (黄海南道)
延安駅（ヨナンえき）は朝鮮民主主義人民共和国黄海南道延安郡に位置する朝鮮民主主義人民共和国鉄道省の駅である。